# Parvis de la Défense
El Parvis de la Défense es una plaza de Puteaux, situada en el centro del barrio de La Défense, que se extiende a los pies del Arco de La Défense, del que constituye su parvis. En la antigua división del barrio, pertenecía al sector 4; después del establecimiento de un nuevo plan por parte del Établissement public de gestion de la Défense (EPGD) en 2009, está situada en el límite entre los sectores Arche Nord y Arche Sud.
De forma rectangular, sigue en su longitud la dirección del eje histórico de París, del cual ocupa una sección de unos 300 metros; desde París, está precedida por la Place de la Défense (al este), y la perspectiva está prolongada por el Arco de La Défense (al oeste). En anchura, se extiende unos 120 metros entre el CNIT al norte y el centro comercial Les Quatre Temps al sur. En total, ocupa una superficie de 3.6 hectáreas.
Justo bajo el suelo de la plaza se encuentra la sala de intercambio del RER (Estación de La Défense, línea A), del metro (Estación de La Défense, término de la línea 1), del Transilien (línea U y línea L) y del tranvía (línea 2).